# Comella del Frare
La Comella del Frare és un cim de Catalunya, al terme municipal de la Pobla de Cérvoles, Garrigues, de 627 metres d'altitud. És vèrtex geodèsic, número 258126001, i es troba a uns 4,5 km al nord-oest de la Pobla i a uns 4 km al sud de Cervià de les Garrigues, al nord de la serra de la Llena.